# Cinco de Noviembre, Motozintla
Cinco de Noviembre är en ort i Mexiko.   Den ligger i kommunen Motozintla och delstaten Chiapas, i den sydöstra delen av landet, 800 km sydost om huvudstaden Mexico City. Cinco de Noviembre ligger 1 678 meter över havet och antalet invånare är 144.
Terrängen runt Cinco de Noviembre är varierad. Runt Cinco de Noviembre är det ganska tätbefolkat, med 78 invånare per kvadratkilometer. Närmaste större samhälle är Motozintla de Mendoza, 19,2 km öster om Cinco de Noviembre. I omgivningarna runt Cinco de Noviembre växer i huvudsak städsegrön lövskog.